# Каролина (Пуерто Рико)
Каролина (на английски и на испански: Carolina) е град в северната част на Пуерто Рико, граничещ с Атлантическия океан. Каролина е с население от 157 832 жители (по данни от преброяването от 2010 г.) и обща площ от 156,29 км².

## Галерия
- Въздушен изглед от Каролина
- Плажа в Каролина
- Изглед от Исла Верде